# フェリーくにが (2代)
フェリーくにがは、隠岐汽船が運航しているフェリー。本項目では、1999年就航の2代目について取り扱う。

## 概要
フェリーくにが (初代)の代船として三菱重工業下関造船所で建造され、1999年4月1日に就航した。
共有建造制度を利用して建造された運輸施設整備事業団（現在は鉄道建設・運輸施設整備支援機構）との共有船である。

### 航路
隠岐航路
- 七類港 - 来居港（知夫里島） - 別府港（西ノ島） - 菱浦港（中ノ島） - 西郷港（島後島） - 七類港

本土の七類港を起点に島前、島後の各港を経由して1日1便を運航する。お盆休み期間中は西郷港に寄港後、菱浦港、別府港を再度経由するダイヤで運航される。冬期のドック期間中はフェリーしらしま、フェリーおきの代船として運航される。

## 設計
先に建造されたフェリーしらしまの同型船で、レストルームなど船内配置が一部異なるほかは同一である。
車両甲板から船室へのエレベーターを備え、船内は段差を少なくするなどバリアフリーに配慮した設計となっている。
船体は4層構造で、上層から航海船橋甲板、2層の船室、車両甲板となっている。車両甲板の船首と船尾にショアランプを装備している。

## 船内

### 船室
| クラス    | タイプ   | 部屋数   | 定員  | 備考             |
| --------- | -------- | -------- | ----- | ---------------- |
| 特別室    | 洋室     | 3名×3室  | 9名   |                  |
| 特別室    | 和室     | 3名×1室  | 3名   |                  |
| 特等室    | 洋室     | 2名×6室  | 12名  |                  |
| 特等室    | 和室     | 4名×2室  | 8名   |                  |
| 特等室    | ラウンジ | 10名×1室 | 10名  |                  |
| 1等室     | 大部屋   | 50名×2室 | 100名 |                  |
| 特別2等室 | 大部屋   | 3区画    | 240名 |                  |
| 2等室     | 大部屋   | 4区画    | 400名 | ドライバー室含む |

### 設備
パブリックスペース
- 案内所
- エントランス

供食・物販設備
- 売店
- レストルーム（軽食堂） - 季節営業
- 自動販売機

娯楽設備
- ゲームコーナー